# 綾部市歌
「綾部市歌」（あやべしか）は、日本の京都府綾部市が制定した市歌である。作詞・渋谷計二、作曲・須藤五郎。

## 解説
市歌制定の動機についての資料は残されていないが、綾部市役所では「昭和三〇年に市制施行五周年を迎えたことや、市民要望があったことなどにより、制定に至ったと思われる」としている。歌詞は懸賞募集によるもので戦後に綴喜郡八幡町（現在の八幡市）へ移り住んでいた吉井勇を審査員に迎え、58篇の応募作から府立高校教諭で水甕短歌会所属の歌人として知られた渋谷計二の応募作が採用された。制定意義は「綾部の豊かな自然や沿革など、市の魅力や特徴を盛り込んだ」ものと説明されている。
初演奏は1957年（昭和32年）1月10日の市役所本庁舎竣工式に合わせて執り行われ、制定から20年近くを経た1976年（昭和51年）に新しく市民歌「あしたのために」を選定した際にビクターレコードがA面に「綾部市歌」、B面に「あしたのために」を収録したシングル盤（規格品番：NCS-432）を委託により製造した。
綾部市役所では市歌の演奏機会について「市制施行の周年式典や市民平和祈願のつどいなどで合唱する」としている。また、市内のコミュニティ放送・FMいかるの番組内で市歌が毎日演奏される。2023年（令和5年）には、新型コロナウイルスの影響により市の行事が相次いで中止されたため演奏機会が減少していた市歌の新録が市民有志により行われた。

## 綾部市に関連するその他の楽曲
綾部音頭
綾部市では伝統芸能として「綾部音頭」が歌い継がれているが、伝統的な歌詞は「卑俗低級」なものが多いとして問題視されたため、初代市長の長岡誠が自ら作詞した「綾部音頭」が市民音頭として選定された。作曲は高橋半で、牧徳次郎の歌唱により日本マーキュリーがSP盤（M889）を製造している。
あしたのために
「綾部市歌」と同じレコードのB面に収録されている市民のうた「あしたのために」は、1976年（昭和51年）10月に市制25周年を記念して選定された。作詞・堀好枝、作曲・大槻紀子。
ふるさとはあやべ
「ふるさとはあやべ」は、2000年（平成12年）に市制50周年を記念して選定された市民愛唱歌である。作詞・小橋美絵、補作・麻生圭子、作曲・三枝成彰。